# Шикачик коморський
Шика́чик коморський (Ceblepyris cucullatus) — вид горобцеподібних птахів родини личинкоїдових (Campephagidae). Ендемік Коморських Островів. Раніше вважався конспецифічним з мадагаскарським шикачиком.

## Підвиди
Виділяють два підвиди:
- C. c. cucullatus (Milne-Edwards & Oustalet, 1885) — острів Великий Комор;
- C. c. moheliensis (Benson, 1960) — острів Мохелі.

## Поширення і екологія
Коморські шикачики живуть у вологих рівнинних і гірських тропічних лісах. Вони досить поширені в районі гори Картала на острові Великий Комор, однак на острові Мохелі коморські шикачики є рідкісними.

## Збереження
МСОП класифікує цей вид як такий, що перебуває під загрозою зникнення. За оцінками дослідників, популяція коморських шикачиків становить від 1000 до 2500 птахів. Їм загрожує знищення природного середовища.